# Clicker Heroes
Clicker Heroes is een incrementeel spel dat is ontwikkeld door de Amerikaanse studio Playsaurus. Het werd oorspronkelijk uitgebracht voor browsers in 2014, voor mobiele apparaten in 2015 en voor Xbox One- en PlayStation 4 -consoles in 2017. De game gebruikt veel grafische elementen van het spel Cloudstone, een ouder spel van Playsaurus.
Clicker Heroes is gratis te spelen, maar spelers kunnen microtransacties gebruiken om een in-game valuta genaamd "robijnen" (rubies) te kopen. Deze valuta is echter verre van noodzakelijk; er zijn vele manier om deze 'rubies' te verkrijgen en hebben slechts een geringe invloed op de progressie van de speler.
Clicker Heroes werd positief ontvangen door critici; Nathan Grayson van Kotaku noemde het een "perfect office space distraction"

## Gameplay
In Clicker Heroes klikt de speler op de vijand om deze te beschadigen en uiteindelijk te doden. Eenmaal gedood, laat de vijand goud vallen dat kan worden gebruikt om 'helden' te kopen en vervolgens upgraden. Gekochte karakters helpen met het beschadigen van de vijand.  Hoe verder de speler komt, des te minder de speler zelf uit hoeft te voeren. Voorbij zone 1 miljoen hoeft de speler slechts enkele minuten per dag te besteden aan het spel, de rest draait volledig automatisch. De speler moet minimaal twee (standaard 10, maar dit is variabel) vijanden in één zone doden om naar de volgende zone te gaan. Vanaf zone vijf is elke vijfde zone een Boss-zone, waarvoor slechts één vijand hoeft te worden gedood om verder te komen. Boss-zones hebben een timer; de speler moet deze Boss binnen de toegewezen tijd doden. Elke Boss na zone 100 heeft een (standaard 25%, maar ook weer variabele) kans van om "primal" te zijn. Primals geven Hero Souls, een onmisbare valuta om verder te komen in het spel.
Het doel van Clicker Heroes is om Hero Souls te verkrijgen, die kunnen worden gebruikt om Ancients te kopen die de speler voordelen geven, waarvan de aard afhangt van welke Ancient wordt gekocht. Nadat de 'primals' zijn gedood, moet de speler een Ascension uitvoeren voordat hij Hero Souls ontvangt. Na zo'n Ascension begint de speler weer zonder goud, zonder helden, en op zone 1. Echter heeft de speler dus Hero souls ontvangen, waardoor deze de volgende keer meer goud, helden, en zones kan bereiken. Boven deze Ascension staat de Transcension. Hiermee ontvangt de speler Ancient Souls, waarmee weeral verscheidene voordelen kunnen worden verworven. Bij een Transcension verliest de speler naast goud, helden, en zones ook nog alle Ancients en Hero Souls.

## Ontwikkeling en release
Clicker Heroes werd uitgebracht op de spellenwebsite Kongregate in augustus 2014 en op Armor Games in september 2014. Het werd in mei 2015 op het platform Steam uitgebracht voor Microsoft Windows en OS X. Op 20 augustus 2015 werd Clicker Heroes uitgebracht voor iOS en Android. Versie 1.0 werd uitgebracht in juni 2016. In mei 2019 genereerde de iOS-versie een inkomen van $ 200- $ 300 per dag, totdat een internationaal handelsmerkgeschil Apple ertoe bracht de game uit de app store te verwijderen. De app later weer beschikbaar geworden op Apple's app store.
Playsaurus creëerde een vervolg genaamd Clicker Heroes 2, dat vanaf 2018 beschikbaar was op Steam Early Access. In tegenstelling tot de originele Clicker Heroes is Clicker Heroes 2 niet gratis om te spelen. Gravity huurde Playsaurus in om een Ragnarok Online -themaversie van Clicker Heroes te ontwikkelen met de titel Ragnarok Clicker, die op 3 augustus 2016 werd uitgebracht.